# Campbell Head
Campbell Head är en udde i Antarktis. Den ligger i Östantarktis. Australien gör anspråk på området.
Terrängen inåt land är kuperad åt sydväst, men norrut är den platt. Havet är nära Campbell Head åt nordost. Trakten är obefolkad. Det finns inga samhällen i närheten. 